# Reina de corazones (telenovela venezolana)
Reina de corazones es una telenovela venezolana producida por la cadena RCTV en el año 1998, escrita por Humberto "Kiko" Olivieri, realizada por los productores Nicolás Di Blasi y Tony Rodríguez.
Protagonizada por Emma Rabbe y Roberto Mateos, con las participaciones antagónicas de Dad Dáger, Roberto Moll, Kiara y Carolina Tejera y la actuación estelar de Ricardo Álamo.

## Sinopsis
Reina de Corazones es una historia de amor marcada por la mentira, la rivalidad y la ambición desmedida. Marlene Páez (Emma Rabbe) es una bella rubia rodeada de un aura de amabilidad paradójica a su carácter firme y decidido. Que trasciende los niveles de dolor y miseria para alcanzar el éxito internacional como modelo. Pero la fama no es suficiente, y su corazón vacío está dividido tanto por su amor por Santiago Porras (Roberto Mateos) y su búsqueda de la verdad sobre su pasado. Pronto, los acontecimientos conspiran para sacar de nuevo a El Topochal, la ciudad de su nacimiento, a la altura de su carrera.
Santiago Porras es un hombre de grandes ideales y pasiones, que, por el amor de Marlene, decide tomar el camino al sacerdocio después de descubrir que su padre "El Diablo" es el presunto asesino de sus padres. El destino reúne a Marlene y Santiago en el funeral de su madrastra Dolores. 
Como la bella Marlene se despoja de su primera lágrima, el cielo estalla con la lluvia, poniendo fin a una sequía prolongada y severa. Sintiendo que ha ocurrido un milagro, la gente del pueblo la aclaman sorprendidos y agradecidos como La Reina de Corazones.
El tiempo no ha cambiado nada, las pasiones de los amantes al reunirse todavía sigue ardiendo. Sin embargo, una fuerte rivalidad entre las dos facciones de la ciudad, creada y dirigida por Ramiro Vegas (Daniel Lugo) y Odilo Santos (Roberto Moll), comienza a entrometerse en su amor. Y en su lucha por el poder, los dos líderes ignoran otra historia de amor verdadero. 
Una vez más, las pasiones políticas y un pasado oscuro entre las familias amenazan con obstruir la pureza del amor.
Aunque torturados por el pasado, Santiago y Marlene comparten un objetivo: para disolver las facciones y reunir a El Topochal. En su cruzada por la armonía, Santiago recupera los documentos de propiedad que se han perdido y devuelve la tierra a sus dueños originales. Remediar esta situación le permite perder el peso enorme de la sotana. Ahora es un laico, Santiago ve a Marlene con un corazón abierto, pero ella lo rechaza debido a su abandono antes y con la celebración de la verdad sobre su pasado.
La oscura historia de El Topochal podría ocurrir de nuevo a menos que Marlene y Santiago tengan éxito en su búsqueda para descubrir las verdades ocultas y sustituir la rivalidad con el amor. Que tendrá que superar su desilusión para lograr lo que tanto realmente desean: la unidad para sí y para su pueblo.

## Elenco
- Emma Rabbe como Marlene Páez / Sara.
- Roberto Mateos como Santiago Porras Salvatierra.
- Ricardo Álamo como Jean Paul Lavier.
- Alberto Alifa como El Padre Barrientos.
- César Bencid como Jefe Civil José María Berensejo.
- Dad Dáger como Catalina "Caty" Monsalve.
- Desideria D'Caro como María Gracia.
- Albi De Abreu como Federico De Jesús Santos Del Rosario.
- Paola Eagles como Dulcinea Josefina Tricado Guerra.
- Freddy Galavís como Don Juvenal Tricado.
- Javier Gómez como Germán Andueza.
- Luke Grande como Bartolo Casados.
- Crisbel Henríquez como Rosalinda Tavares.
- Francisco Guinot como Padre Cornelio Servillo.
- Carlos Guillermo Haydon como Adriano Vicentelli.
- Jeannette Lehr como Elsa Navarro.
- Tomás Henríquez como Don Fulgencio Cruz "El Diablo".
- Kiara como Luisa Elena Andueza Montero.
- María Luisa Lamata como Doña Socorro Tricado.
- Daniel Lugo como Ramiro Vegas.
- Alicia Plaza como Virtudes Rodríguez De Vegas.
- Prakriti Maduro como Dayana Andueza.
- Roberto Moll como Odilo Santos.
- Denise Novell como Isabela Cotala.
- Amalia Pérez Díaz como Doña Solvencia Tricado Vda. de Mendezpin.
- Jennifer Rodríguez como Julieta Carolina Vegas Rodríguez.
- José Romero como Oficial Gandica.
- Tania Sarabia como Zoila Guerra De Tricado.
- Carolina Tejera como Mesalina Tricado Guerra.
- Beatriz Valdés como Salomé Del Rosario De Santos.
- Conchita D'Angelo como Sandra.
- Carlos Márquez como Espíritu Santo Fonseca.
- Marcos Campos como Amadeo Matute.
- Miguel Ferrari como Pajarito.
- Manuel Salazar como Inspector Mosquera.
- Frank Maneiro como Misael Flores.
- Jéssica Cerezo como Marianela.
- Jhaydy Velásquez como Siverina.
- Reinaldo José Pérez como Fuete.
- Adriana Bustillos como Simona.
- Malena Alvarado como Felicita.
- Manuel Sosa como (actuación juvenil).
- Francis Rueda como Doctora.
- Samuel González como (actuación juvenil).
- Guillermo Finol como Doctor Carmona.

- Datos: Q16624759